# Yvan Eyike
Yvan Eyike (sinh 31 tháng 3 năm 1996) là một cầu thủ bóng đá Cameroon. Tính đến năm 2017, anh thi đấu cho Naftan Novopolotsk.